# Universidad Nacional Mayor de San Marcos
Die Universidad Nacional Mayor de San Marcos (UNMSM; auf Deutsch in der Regel Hauptnationaluniversität San Marcos genannt) ist eine autonome Universität in Lima, Peru. Vor dem Gelände befindet sich der Deutsche Turm im Parque Universitario.
Im Studienjahr 2017 waren 43.294 Studenten eingeschrieben, davon 10.632 für postgraduale Studien.

## Geschichte
Die Gründung erfolgte am 12. Mai 1551 auf Geheiß von Karl V. durch den Dominikaner Tomás de San Martín. Sie gilt als älteste bis heute durchgehend existierende Universität auf dem amerikanischen Kontinent. Sie ist benannt nach dem Evangelisten Markus.
Ihre Professoren waren bis ins 19. Jahrhundert hinein vor allem Dominikaner, außerdem, von 1578 bis 1855, Mercedarier.

## Fakultäten
Es bestehen folgende Fakultäten:
1. Fakultät für Humanmedizin (Medicina Humana)
2. Fakultät für Recht und Politik (Derecho y Ciencia Política)
3. Fakultät für Geisteswissenschaften (Letras y Ciencias Humanas)
4. Fakultät für Pharmazie und Biochemie (Farmacia y Bioquímica)
5. Fakultät für Zahnmedizin (Odontología)
6. Fakultät für Bildung (Educación)
7. Fakultät für Chemie (Química e Ingeniería Química)
8. Fakultät für Tiermedizin (Medicina Veterinaria)
9. Fakultät für Verwaltung (Ciencias Administrativas)
10. Fakultät für Biologie (Ciencias Biológicas)
11. Fakultät für Buchführung (Ciencias Contables)
12. Fakultät für Wirtschaftswissenschaften (Ciencias Económicas)
13. Fakultät für Physik (Ciencias Físicas)
14. Fakultät für Mathematik (Ciencias Matemáticas)
15. Fakultät für Sozialwissenschaften (Ciencias Sociales)
16. Fakultät für Geowissenschaften (Ingeniería Geológica, Minera, Metalúrgica y Geográfica)
17. Fakultät für Ingenieurwissenschaften (Ingeniería Industrial)
18. Fakultät für Psychologie (Psicología)
19. Fakultät für Elektrotechnik (Ingeniería Electrónica y Eléctrica)
20. Fakultät für Systemwissenschaften und Informatik (Ingeniería de Sistemas e Informática)

An diesen werden ca. 40 verschiedene Studiengänge angeboten.

## Abbildungen

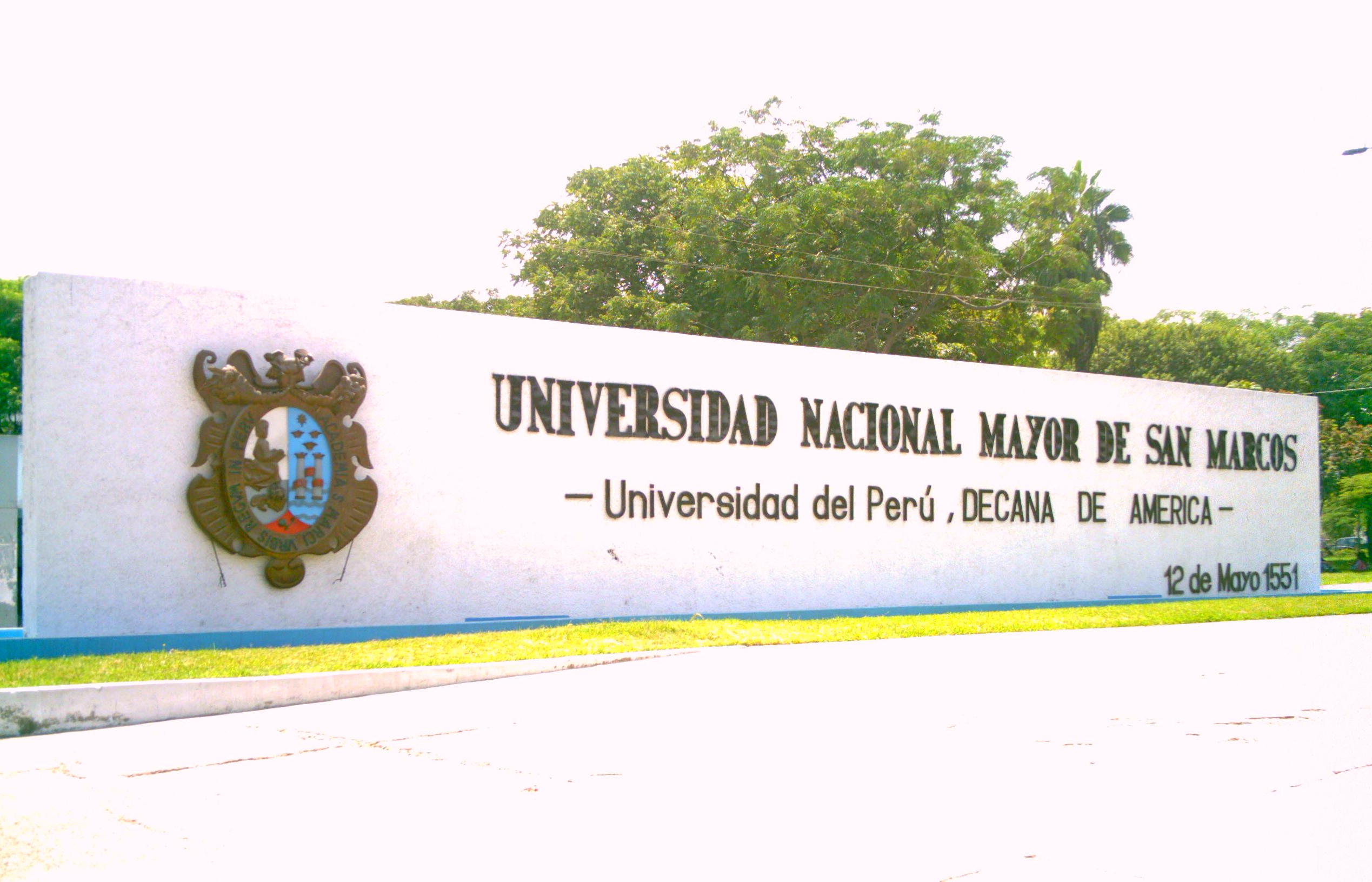
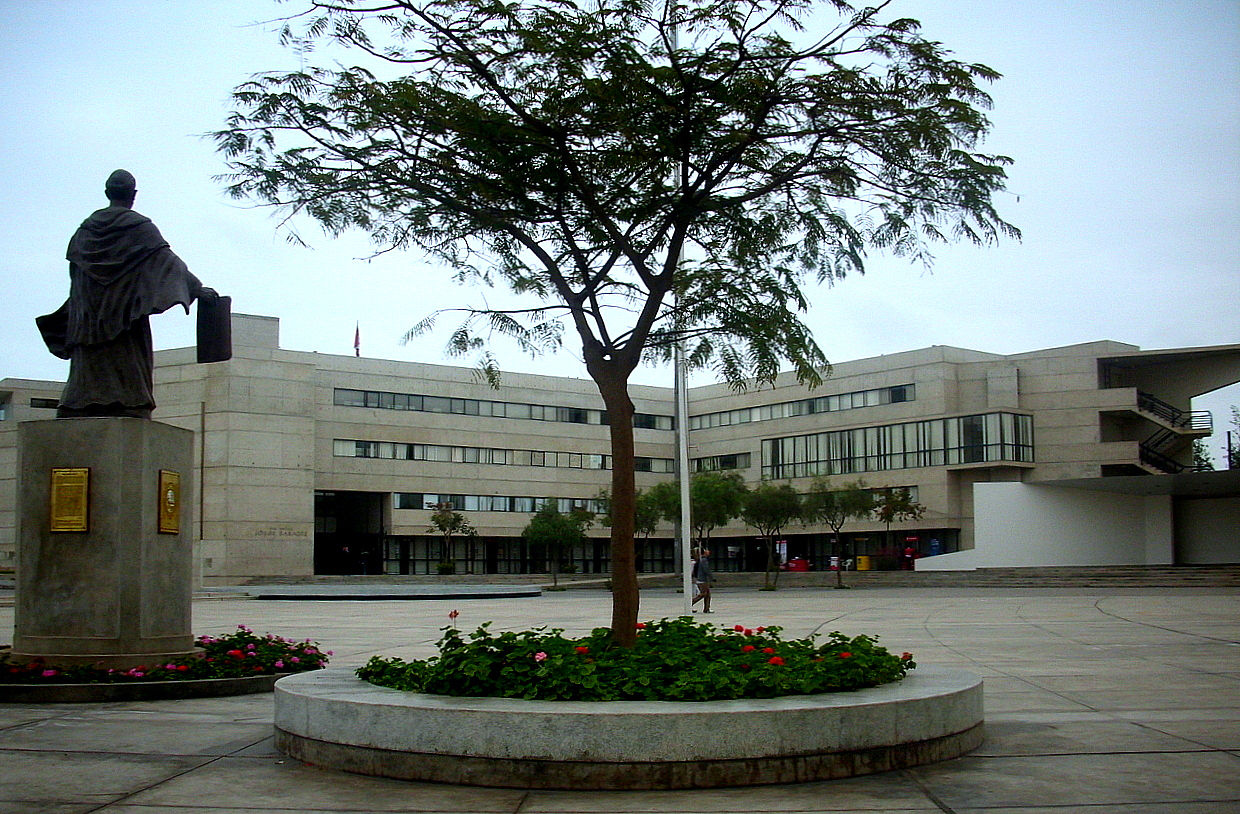
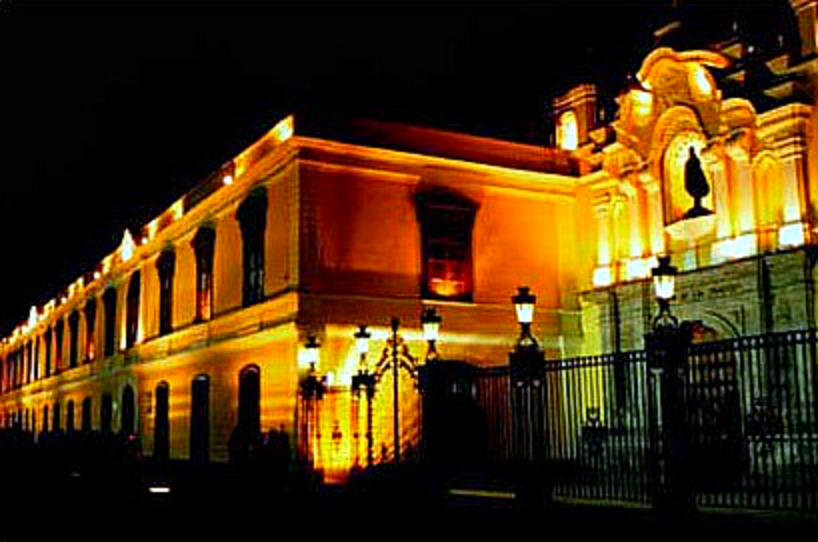
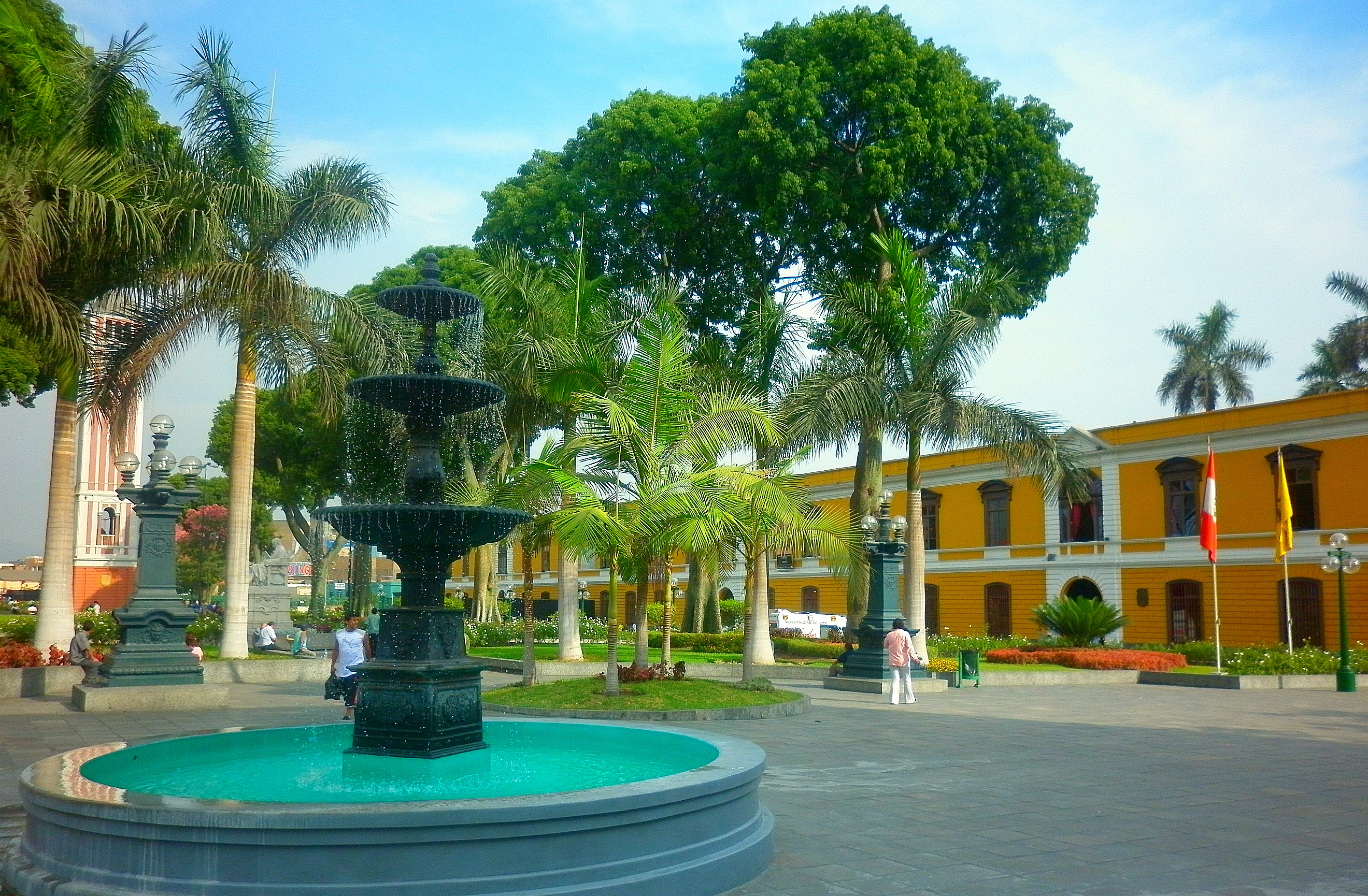

## Persönlichkeiten
- Santiago Antúnez de Mayolo
- José María Arguedas (1911–1969), Schriftsteller
- Jorge Basadre (1903–1980), Historiker
- Alfredo Bryce Echenique (* 1939), Schriftsteller, Literaturwissenschaftler und Jurist
- Daniel Alcides Carrión
- Honorio Delgado (1892–1969), Naturwissenschaftler, Mediziner, Psychiater, Philosoph, Humanist und Autor
- Alan García (1949–2019), Rechtsanwalt und Politiker
- Gustavo Gutiérrez (1928–2024), Priester, Dominikaner und Hochschullehrer
- Víctor Raúl Haya de la Torre (1895–1979), Politiker
- Javier Heraud Pérez (1942–1963), Dichter und Schriftsteller
- Cayetano Heredia (1797–1861), Mediziner und Professor
- Luis Alberto Sánchez (1900–1994), Literaturwissenschaftler, Journalist, Historiker, Schriftsteller und Politiker
- Bruno Moll (Ökonom) (1885–1968), Nationalökonom und Professor an der Universität Leipzig
- Rafael Roncagliolo (1944–2021), Soziologe, Journalist und Politiker
- Julio C. Tello (1880–1947), Mediziner, Anthropologe und Archäologe
- Hipólito Unanue (1755–1833), Botaniker, Mediziner, Meteorologe, Naturwissenschaftler, Hochschullehrer und Politiker
- Abraham Valdelomar (1888–1919), Schriftsteller und Journalist
- César Vallejo (1892–1938), Dichter, Schriftsteller und Journalist
- Mario Vargas Llosa (1936–2025), Schriftsteller, Politiker und Journalist, Nobelpreis für Literatur 2010
- Federico Villarreal